# 紅葉狩 (能)
『紅葉狩』（もみじがり）は、能の一曲である。平維茂の鬼退治を描く。
観世小次郎信光作。信光は『船弁慶』『鐘巻』（『道成寺』の原型）の作者でもある。本作もまた初期の登場人物が多い、ワキの積極的な関与が見られるなど、劇的構成を目指した比較的新しいスタイルの能である。美しい紅葉の情景、美女一行の姿と舞が前段の見どころ、一転して派手な激闘となる後段との対比が楽しい能である。

## 登場人物
- シテ: 紅葉見物の上臈（実は鬼）
- ツレ: 紅葉見物の美女一行
- ワキ: 平維茂
- ワキヅレ: 平維茂一行
- アイ: 美女一行の供者
- アイ: 八幡宮の神
- 作リ物 : 大小前に一畳台、その上に岩山と紅葉

## 作品構成
場面は信濃国戸隠である。前シテ一行の道行きで幕を開ける。身分の高い上臈らしき女性（シテ）が、侍女（ツレ）と連れ立って紅葉見物にやってきた。絶景の中、地謡前に幕を巡らし宴会となる。次いで馬に乗り供の者を従えたワキが登場する。鹿狩りにやってきた平維茂の一行である。
維茂は、供の者に命じて、楽しげな酒宴の様子を見に遣わす。アイとの問答があるが、美女一行は素性を明かさない。騒々しく馬で走り過ぎるのも無粋なので維茂は下馬し通り過ぎようとするが、シテが一緒に紅葉と酒を楽しみましょうと誘う。無下に断ることもできず宴に参加した維茂であったが、美女の舞と酒のために不覚にも前後を忘れてしまう。シテの舞う美しい中ノ舞は突如激しい急ノ舞となり、美女の本性を覗かせるが、維茂は眠ったままである。女達は目を覚ますなよと言い捨てて消える。
ここで場面はすさまじく様変わりし、夜となる。八幡宮より遣わされたアイによる武氏（たけうじ）の神が現れ、維茂の夢中に、美女に化けた鬼神を討ち果たすべしと告げ、神剣を授ける。覚醒した維茂は鬼を退治すべく身構え、雷が飛びかうなか、炎を吐きつつ現れた後シテ（面は従来は顰（しかみ）近年は般若が使用される）と丁々発止、激しい攻防の末ついに鬼を切り伏せることに成功する。

## 歌舞伎舞踊
後に本作をもとに近松門左衛門によって歌舞伎の時代物『色狩剣本地』（もみじがり つるぎの ほんち、正徳4年）、九代目市川團十郎による舞踊劇『紅葉狩』、明治20年）が作られている。平維茂が遭遇する鬼女は、更科姫（さらしなひめ）を名乗り、山神に与えられた神剣は小烏丸であるなどの脚色がみられる。

## 本説
不明だが、大日本史平維茂伝、太平記に鬼退治伝説が見られる。戸隠の紅葉の岩屋に鬼のアジトがあり、維茂によって殲滅される。

## 他の作品への影響
多くの場合、能の鬼は女の妄念から生ずる（例えば鐡輪、葵上、道成寺）。しかし本作では鬼が本体であって、仮に美女の姿をとっている（黒塚もそのように解釈することが可能である）。この点、戸隠、鬼無里の鬼女伝説と内容的に関連しており、後者が能の影響を受けている可能性がある。

## 参考資料
- DVD 「紅葉狩 -鬼揃- 〜蝋燭能〜鬼づくしの二夜」（の第二部） カルタコム VZBG5 - 観世流公演のライブ収録。「鬼揃」は小書の名で、通常後段は後シテとワキの一騎討ちになるが、この小書がつくと、ツレも鬼となって現れる。